# Linda Lievens
Linda Lievens is een personage uit de Vlaamse soapserie Thuis. Het personage werd gespeeld door Mieke Bouve van 1999 tot 2001.

## Biografie
Wanneer Kristoff Verbist en Joeri Verbist in het ziekenhuis liggen, staat hun moeder Linda bij hen. Ze zijn verrast omdat ze zich al tijden niet meer heeft laten gezien. Linda besluit haar ex Fernand Verbist een bezoekje te brengen. Ze heeft een verrassing voor hem mee: hun jongste dochter Sabine. Fernand is verrast omdat hij hen allang niet meer had gehoord. Linda is niet zo gewenst bij Kristoff, maar die draait snel weer bij. Ook Fernand is niet zo blij met de terugkomst van Linda. Hij stond er namelijk jaren alleen voor met drie kinderen terwijl Linda niets van zich liet horen. Beetje bij beetje vergeeft Fernand Linda, maar tot een nieuwe relatie komt het niet meer. 
Wanneer Eva interesse toont als model neemt Linda haar mee naar Pierre die in een modelbureau werkt. Wanneer later haar ex-man Fernand vermoord wordt en na een onderzoek blijkt dat Pierre hem heeft vermoord en dat Eva zwanger is van Pierre, schiet ze Pierre dood. Linda wordt in de gevangenis gestoken maar kan door haar nieuwe vriend en kinderen ontsnappen. Ze vlucht daarna naar Zuid-Afrika.